# Edward Abbey
Pour les articles homonymes, voir Abbey.
Edward Abbey, né le 29 janvier 1927 à Indiana dans l'État de Pennsylvanie et mort le 14 mars 1989 à Tucson dans l'Arizona, est un écrivain et essayiste américain, doublé d'un militant écologiste radical. Ses œuvres les plus connues sont le roman Le Gang de la clef à molette, qui inspira la création de l'organisation environnementale Earth First!, et son essai Désert solitaire. L'écrivain américain Larry McMurtry le considère comme « le Thoreau de l'Ouest américain ».

## Biographie
Né dans la ville d'Indiana, en Pennsylvanie, Edward Abbey grandit à Home (en), un village proche. Pendant cette enfance dans les Appalaches, il regarde de nombreux films, des westerns en particulier, qui façonnent son imaginaire de l'Ouest américain : « J'ai toujours été très attiré par les paysages de l'Ouest, principalement du fait des films ».
Entre ses troisième et quatrième années au lycée d'Indiana, pendant l'été 1944, il entreprend une expédition vers l'ouest, en auto-stop et par le train, qui le conduit de la Pennsylvanie jusqu'à Seattle : « Je suis devenu un homme de l'Ouest à l'âge de 17 ans, pendant l'été 1944, en faisant de l'auto-stop à travers les États-Unis. J'ai eu le coup de foudre, une passion qui ne m'a jamais quitté ».
De 1945 à 1947, il accomplit son service militaire en Italie, à Naples. De retour aux États-Unis, après avoir fréquenté l'université de Pennsylvanie à Indiana et travaillé quelque temps, il suit à l'université du Nouveau-Mexique des études de lettres qui l'amènent à effectuer un séjour d'un an à celle d'Édimbourg, en Écosse. Il obtient son master au Nouveau-Mexique en 1956, avec pour sujet de mémoire L'Anarchisme et la Moralité de la violence. Il entame un nouveau cycle à Yale mais l'abandonne au bout de deux semaines, par aversion pour les structures de l'Ivy League, et passe finalement l'année 1957 à Stanford.

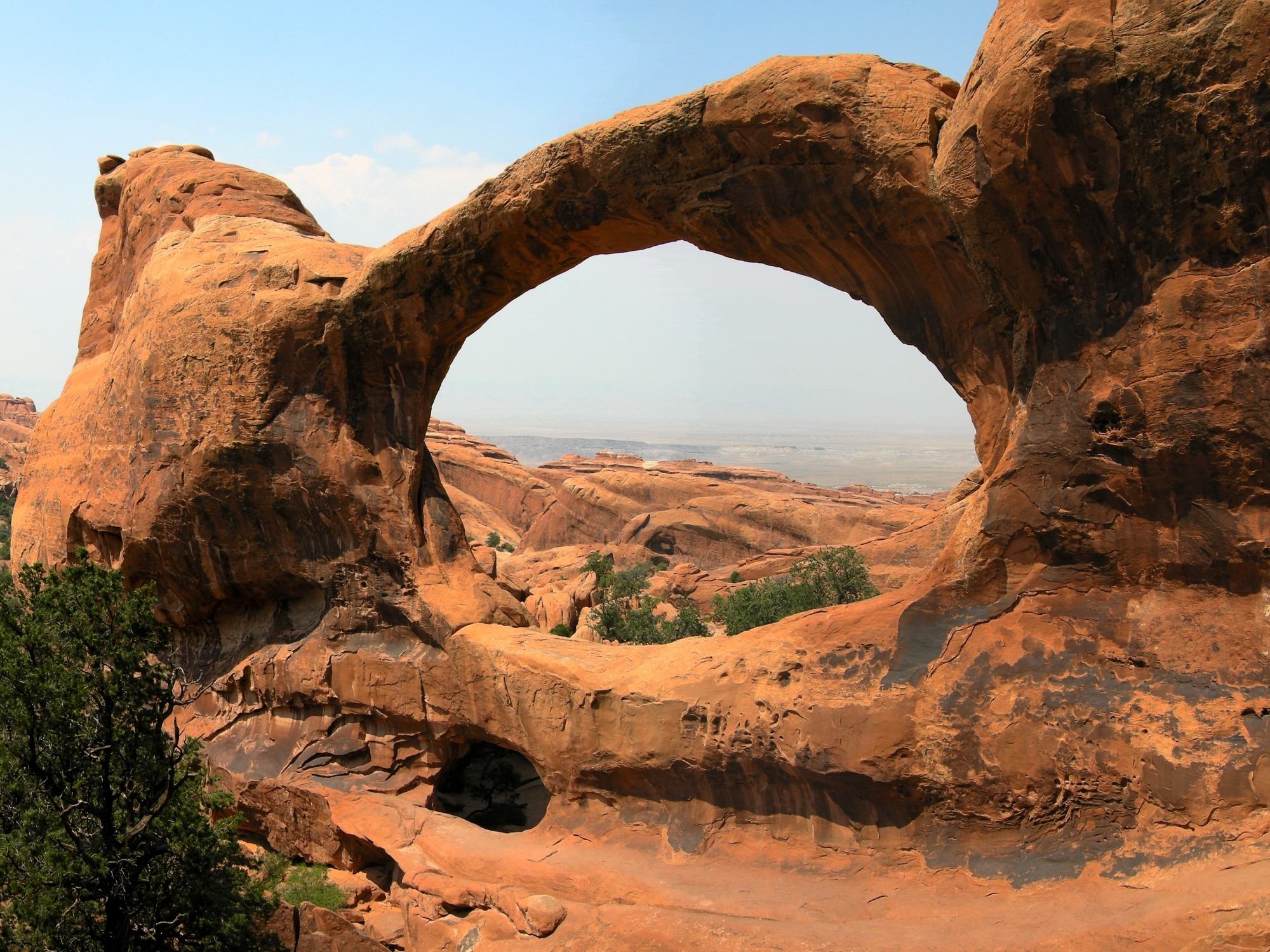
Edward Abbey a travaillé comme garde dans ce qui est devenu le parc national des Arches (vue de l'arche du Double O).

Pendant une quinzaine d'années et jusqu'à plus de quarante ans, il travaille comme garde saisonnier dans plusieurs parcs naturels, dont deux saisons à l'Arch National Monument (devenu par la suite le parc national des Arches), dans le sud de l'Utah, qui lui sont sources d'inspiration pour son essai Désert solitaire. Ce type d'activité lui fournit longtemps l'essentiel de ses moyens de subsistance, car il ne commence à vivre de ses textes qu'après la publication en 1975 de son roman Le Gang de la clé à molette.
Il se marie et divorce quatre fois avant son dernier mariage, en 1982.
En 1987, l'Académie américaine des arts et des lettres lui décerne un prix qu'il décline, ayant prévu de descendre une rivière dans l'Idaho la semaine même de la cérémonie.
Il meurt en 1989 à son domicile près de Tucson, en Arizona, de complications survenues après une opération chirurgicale. Selon ses dernières volontés, il est enterré illégalement dans le désert (probablement celui de Cabeza Prieta (en), dans le sud de l'Arizona), en un lieu tenu secret, avec pour épitaphe : « No comment ». Ses derniers jours et son enterrement sont racontés par Doug Peacock dans son livre Marcher vers l'horizon.

## Positions

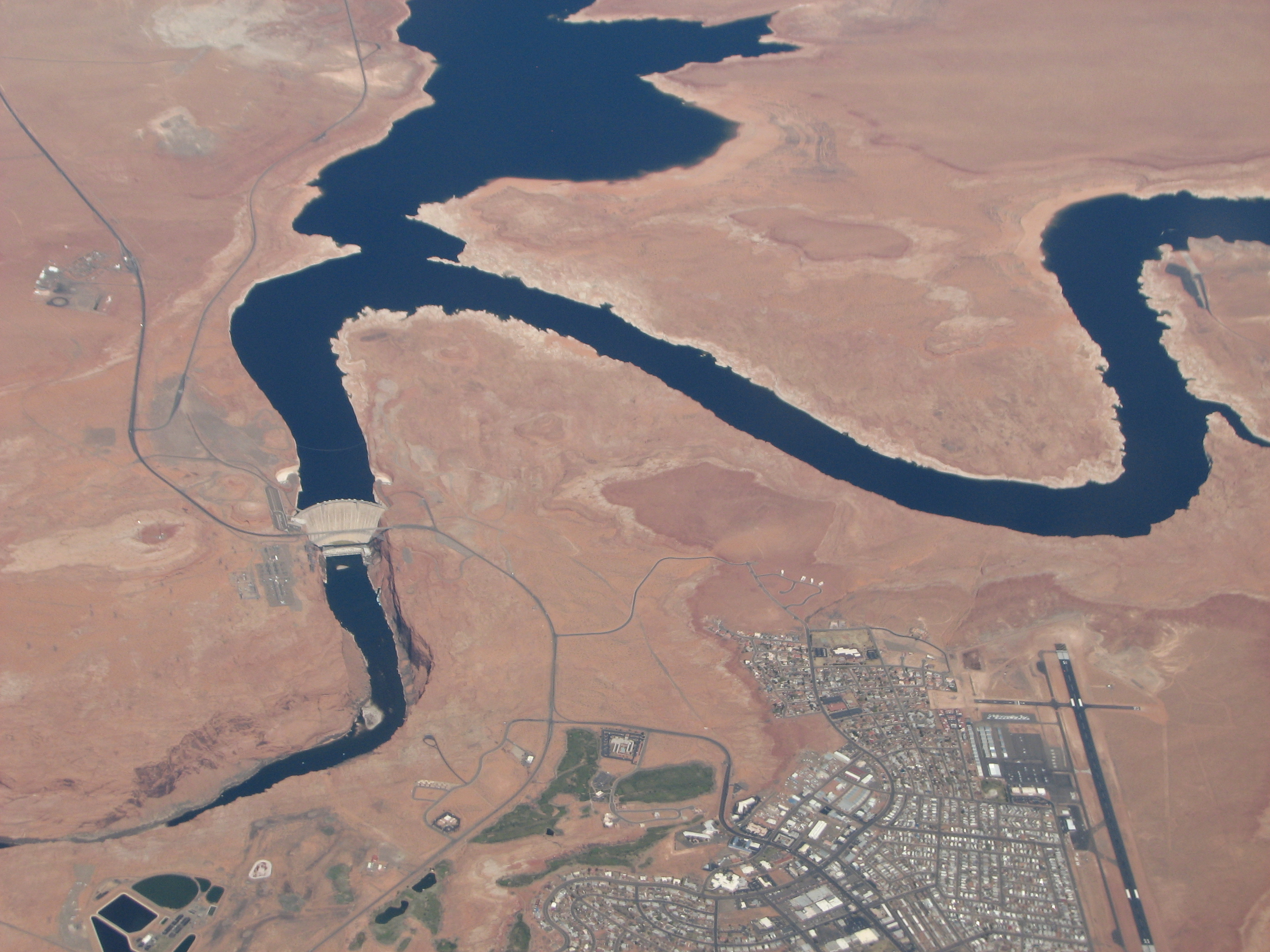
Edward Abbey a sévèrement critiqué la construction du barrage de Glen Canyon (vue aérienne).

Dans le recueil de textes Un fou ordinaire, Edward Abbey se définit comme « un vrai « conservateur sauvage et utopiste, aux yeux écarquillés, au cœur sanglant » [...] qui a désormais compris qu'un système social radicalement industriel, totalement urbanisé et élégamment informatisé n'est pas apte à accueillir dignement la vie humaine. » Il dénonce la démesure industrielle pour ses effets destructeurs sur un territoire qu'il entend préserver, à l'instar des héros de son roman Le Gang de la clé à molette, dont le mot d'ordre est : « Garder ça comme c'était ».
Il pourfend notamment l'acte de « vandalisme politico-industriel » que constitue à ses yeux la construction du barrage de Glen Canyon, dans le Colorado. Parmi les justifications des défenseurs de l'ouvrage, il s'en prend tout particulièrement au développement des activités de loisir — motonautisme, pêche en élevage — rendu possible par l'amélioration de l'accessibilité des sites, où il ne voit qu'un argument fait pour plaire « à la mentalité de chaise à roulettes des riches rustauds de la classe moyenne américaine ».
En contrepoint, il consacre de fréquentes descriptions à la nature sous ses différents aspects — faune, flore, relief ou climat — ou au mode de vie des Anasazis, anciens occupants des gorges du Colorado. Avec son attirance pour les grands espaces, qu'il partage avec les écrivains de l'école du Montana, ces thèmes ont souvent conduit à le rattacher au genre du nature writing. Le spectacle des éléments naturels et de la vie, en opposition à la médiocrité des « Costumes », constitue pour lui un appel à la simplicité, à l'humilité et à la solitude, pour une exploration qui est en même temps une introspection, où « un homme ne peut trouver ou demander meilleure compagnie que la sienne ».
Activiste, Edward Abbey récuse néanmoins la violence contre les personnes, à propos de laquelle il a conclu dès son mémoire de master qu'aucun penseur anarchiste n'avait jamais pu en justifier l'usage. En revanche, il approuve et pratique les opérations de sabotage qui s'en prennent aux objets, comme les repères de géomètre arrachés ou les réservoirs d'engins de chantier remplis de substances défavorables au fonctionnement des moteurs. Ce partisan de l'action directe est devenu le parrain de l'organisation Earth First!, fondée par un ancien lobbyiste écologiste qui avait lu Désert solitaire et Le Gang de la clé à molette. Il participe régulièrement aux rassemblements et au journal de ce mouvement, ainsi qu'aux combats antimilitaristes et antinucléaires.
Certaines de ses prises de position ont plus particulièrement prêté à controverses. Il en est allé ainsi à propos de l'immigration illégale mexicaine, qu'il considère comme un afflux massif et incontrolé de population ; de son rapport aux femmes, jugé peu clair ; du pacage du bétail privé sur les terres publiques, auquel il s'oppose ; ou du port des armes à feu, dont il est un partisan, membre déclaré de la NRA.
Dans One Life at a Time, Please (non traduit en français), il tient des propos violemment anti-immigrationnistes : "Dans ce cas, il pourrait être sage que nous autres, citoyens américains, exigions que l’afflux massif de millions de nouvelles personnes affamées, ignorantes, incompétentes et appauvries d’un point de vue moral comme d’un point de vue culturel soit suspendu. [...] Par conséquent, inspirons-nous de toutes les autres nations de la Terre, fermons nos frontières nationales et n’acceptons plus d’immigration de masse, qu’elle soit légale ou illégale".

## Œuvre

### Romans
- Jonathan Troy (1954)
- The Brave Cowboy (1956) Publié en français sous le titre Seuls sont les indomptés traduit de l'américain par  Laura Derajinski et Jacques Mailhos, éditions Gallmeister, Paris, 2015, 360 pages  (ISBN 978-2-35178-092-3)
- Fire on the Mountain (1962) Publié en français sous le titre Le Feu sur la montagne, traduit de l'américain par Jacques Mailhos, éditions Gallmeister, Paris, 2008, 211 pages  (ISBN 978-2-3517-8014-5)
- Black Sun (1971)
- The Monkey Wrench Gang (1975) Publié en français sous le titre Ne meurs pas, ô mon désert, traduit de l'américain par Pierre Guillaumin, éditions Stock, 1997 ; réédition sous le titre Le Gang de la clef à molette, (préface de Robert Redford), Éditions Gallmeister, Paris, 2006, 496 pages  (ISBN 978-2-3517-8002-2)  Publié en français dans une nouvelle traduction sous le titre Le Gang de la clef à molette, traduit par Jacques Mailhos, Éditions Gallmeister, Paris, 2013, 547 pages  (ISBN 978-2-35178-063-3)
- Good News (1980)
- The Fool's Progress (1988)
- Hayduke Lives! (1989)  Publié en français sous le titre Le Retour du gang, traduit de l'américain par Jacques Mailhos, Éditions Gallmeister, Paris, 2007, 401 pages  (ISBN 978-2-3517-8007-7)

### Poésie
- Earth Apples: The Poetry of Edward Abbey (1994)

### Essais
- Desert Solitaire: A Season in the Wilderness (1968)

- Appalachian Wilderness (1970)
- Slickrock (1971)
- Cactus Country (1973) Publié en français sous le titre Le Pays des cactus : Les grandes étendues sauvages, essai illustré de photos noir et blanc et couleur, traduit de l'américain par Charles Seguin, Éditions Time-Life International, 1978, 184 pages  (ISBN 0809411679) ou  (ISBN 978-0-8094-1167-2)
- The Journey Home (1977)
- The Hidden Canyon (1977)
- Abbey's Road (1979)
- Desert Images (1979)
- Down the River (with Henry Thoreau & Other Friends) (1982) Publié en français sous le titre En descendant la rivière, traduit de l'américain par Jacques Mailhos, Éditions Gallmeister, Paris, 2021 (ISBN 978-2351782415)
- In Praise of Mountain Lions (1984)
- Beyond the Wall: Essays from the Outside (1984)  Publié en français sous le titre Un fou ordinaire, traduit de l'américain par Jacques Mailhos, Éditions Gallmeister, Paris, 2009, 264 pages  (ISBN 978-2-3517-8021-3)
- One Life at a Time, Please (1988)

### Autres publications
- The Best of Edward Abbey (1984), anthologie
- A Voice Crying in the Wilderness: Notes from a Secret Journal (1989)
- Confessions of a Barbarian: Selections from the Journals of Edward Abbey, 1951–1989 (1994)
- The Serpents of Paradise (1995)

## Adaptations de l'œuvre

### Au cinéma
- 1962 : Seuls sont les indomptés (Lonely Are the Brave), film américain réalisé par David Miller, scénario de Dalton Trumbo d’après le roman The Brave Cowboy (1956), avec Kirk Douglas, Gena Rowlands et Walter Matthau.

### À la télévision
- 1981 : Fire on the Mountain, téléfilm américain réalisé par Donald Wrye, scénario de John Sacret Young d'après le roman Le Feu sur la montagne (Fire on the Mountain) (1962), avec Buddy Ebsen et Ron Howard.

### En bande dessinée
- 2019 : Seuls sont les indomptés , scénario de Max de Radiguès, dessins de Hugo Piette, d’après le roman The Brave Cowboy (1956), Éd. Sarbacane.